# Roodbruine vlekuil
De roodbruine vlekuil (Amphipoea oculea) is een nachtvlinder uit de familie van de uilen (Noctuidae).

## Beschrijving
De voorvleugellengte bedraagt tussen de 12 en 15 millimeter. De grondkleur van de voorvleugel is lichtbruin tot donker roodbruin, soms meestal met een ornaje-achtige verkleuring midden op de vleugel. Over de vleugel lopen fijne donkere dwarslijnen. De ringvlek en niervlek zijn opvallend lichtgekleurd, van wit tot oranje. Door de niervlek loopt een ring of een lijn. De achtervleugel is wit. Is lastig te onderscheiden van andere Amphipoea-soorten.

## Waardplanten
De roodbruine vlekuil gebruikt grassen en groot hoefblad als waardplanten. De rups is te vinden van april tot juni. De soort overwintert als ei.

## Voorkomen
De soort komt verspreid over het Palearctisch gebied voor.

### In Nederland en België
De roodbruine vlekuil is in Nederland een niet zo gewone en in België een zeldzame soort. De vlinder kent één generatie die vliegt van juli tot en met september.